# Endurance-Expedition

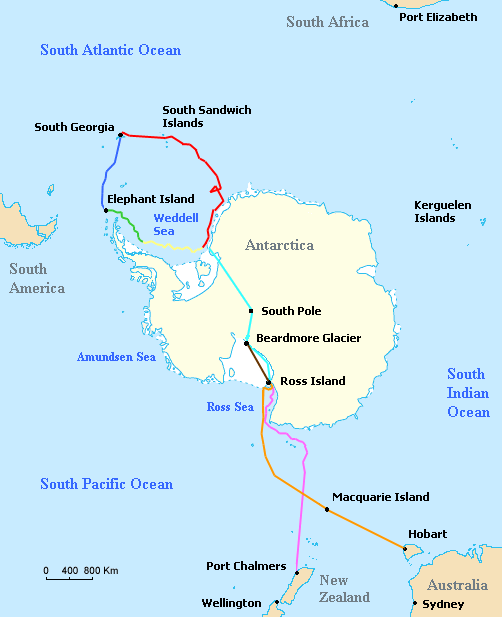
1914–1917: Karte der Routen der Endurance, der Aurora und der James Caird, der geplanten Überlandroute und der Depotlinie der Ross Sea Party:
Fahrt der Endurance ins Packeis
Drift der Endurance im Packeis
Drift auf dem Eis nach dem Sinken der Endurance
Reise der James Caird
Geplante Querungsroute
Fahrt der Aurora in die Antarktis
Drift und Rückfahrt der Aurora nach Neuseeland
Depotlinie

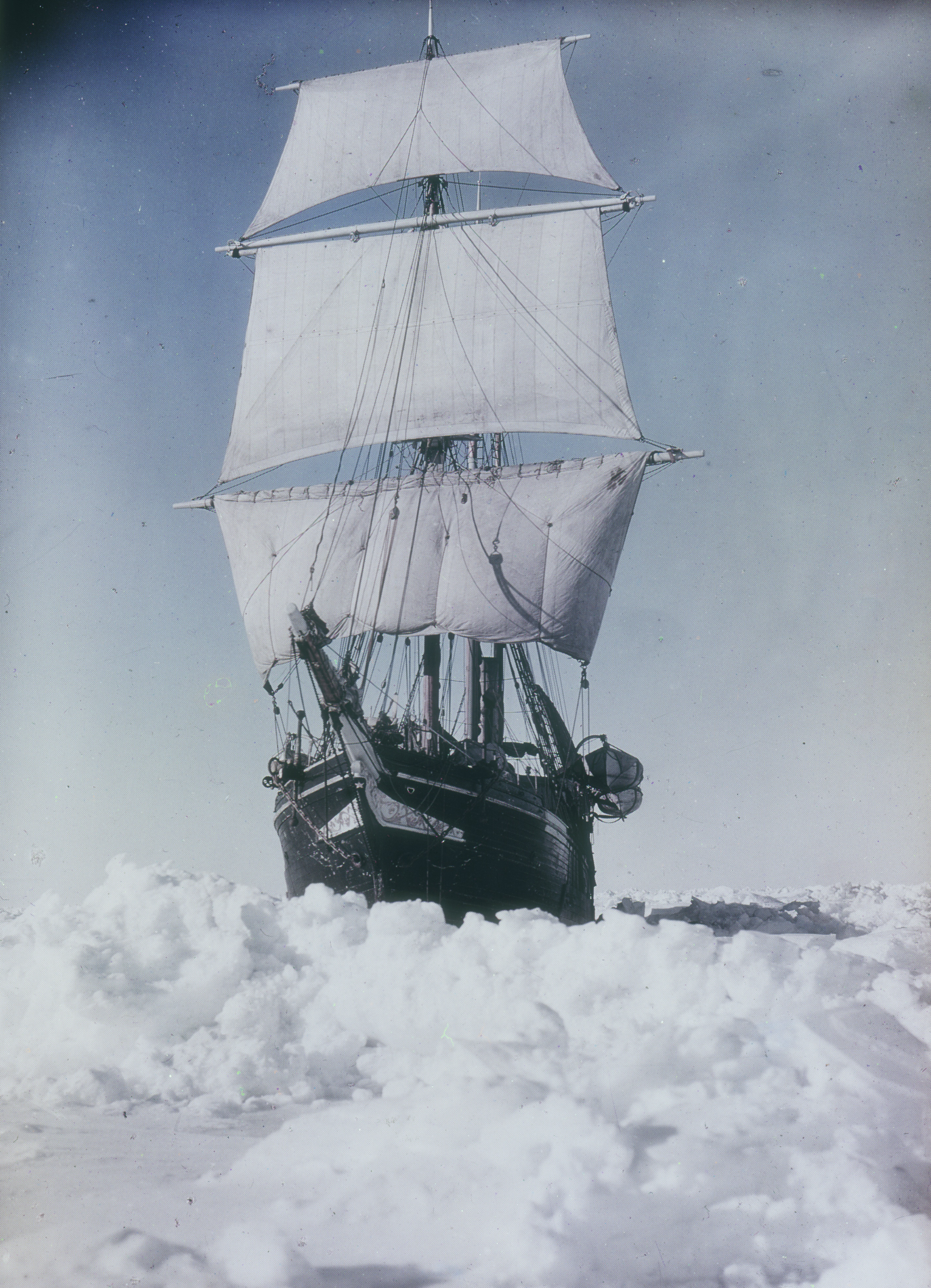
Die Endurance unter Segel, um 1915

Die Endurance-Expedition, offiziell British Imperial Trans-Antarctic Expedition, war eine Antarktisexpedition in den Jahren von 1914 bis 1917. Sie war die vorletzte Expedition, die dem Goldenen Zeitalter der Antarktis-Forschung zugeordnet wird. Gemein hatten diese Expeditionen die Beschränktheit der für sie verfügbaren Ressourcen, bevor der Fortschritt auf den Gebieten von Transport und Kommunikation die Art der Expeditionen grundlegend veränderte. Die von Ernest Shackleton geleitete Unternehmung hatte das Ziel, als erste den antarktischen Kontinent zu durchqueren. Die Expedition scheiterte, bleibt aber besonders bekannt, weil alle Expeditionsmitglieder der Gruppe unter Shackleton unter äußerst widrigen Umständen überlebten.
Die Expedition bestand aus zwei Gruppen, die auf zwei Schiffe verteilt waren. Das Schiff Endurance, das Shackleton mit der Hauptgruppe beförderte, sollte in die Weddell-See segeln, um dort anzulanden. Die Aurora mit der sogenannten Ross Sea Party sollte in der Zwischenzeit zur gegenüberliegenden Seite des Kontinents reisen und vom McMurdo-Sund aus eine Reihe von Depots anlegen. Die Endurance blieb bereits im Packeis der Weddell-See stecken, bevor sie ihr Ziel, die Vahsel-Bucht, erreichte. Nachdem sie im Eis zerdrückt wurde und sank, gelang es der Mannschaft, in Rettungsbooten Elephant Island zu erreichen. Eine kleine Gruppe fuhr weiter nach Südgeorgien, um dort Hilfe zu organisieren. Alle Mitglieder der Hauptgruppe konnten gerettet werden. Die Ross Sea Party legte die geplanten Depots unter großen Schwierigkeiten an; dabei starben drei Männer.

## Vorbereitungen

### Ursprünge
Nach seiner Rückkehr von der Nimrod-Expedition 1909 verbrachte Shackleton eine ruhe- und ziellose Zeit, obwohl seine Leistung eines neuen Südrekords (88° 23′ S) öffentlich anerkannt worden war. Die Art seiner zukünftigen Arbeit in der Antarktis hing jetzt von den Erfolgen von Scotts Terra-Nova-Expedition ab, die Cardiff im Juli 1910 in Richtung Südpol verlassen hatte, da ein Erfolg Scotts einen erneuten Anlauf zum Pol sinnlos machen würde.
Shackletons Zukunft wurde klarer, als ihn am 11. März 1912 die Nachricht über Roald Amundsens unerwarteten Sieg im Rennen um den Südpol erreichte. Der Pol selbst konnte kein Ziel mehr sein, ganz gleich, was Scott erreichte. Shackleton schrieb: „Die Entdeckung des Südpols wird nicht das Ende der Antarktisforschung sein.“ Die neue Aufgabe werde seiner Meinung nach „eine transkontinentale Reise von Meer zu Meer, den Pol berührend“, sein. Er konnte sich nicht sicher sein, dass diese Aufgabe ihm zufallen würde, da auch andere Expeditionen aktiv waren: Am 11. Dezember 1911 war eine deutsche Expedition unter Wilhelm Filchner in Südgeorgien aufgebrochen, deren Ziel es war, tief ins Weddellmeer vorzustoßen, eine südliche Basis einzurichten und von dort aus zu versuchen, den Kontinent bis zum Rossmeer zu überqueren. Ende 1912 zog sich Filchner nach Südgeorgien zurück, nachdem er es nicht geschafft hatte, sein Ausgangslager einzurichten. Seine Entdeckung von möglichen Landungsplätzen in der Vahsel-Bucht wurde von Shackleton jedoch zur Kenntnis genommen und auch in seine Expeditionspläne einbezogen.
Im Laufe des Jahres 1913 begann Shackleton in der Folge der Neuigkeiten über den Tod Scotts und seiner Männer auf der Rückreise vom Südpol mit den Vorbereitungen für seine eigene transkontinentale Expedition. Er erbat finanzielle und praktische Hilfe unter anderem von Tryggve Gran von der Terra-Nova-Expedition und dem ehemaligen Premierminister Lord Rosebery, erhielt jedoch von beiden kaum Unterstützung. Gran war ausweichend, Rosebery offen: „Ich konnte mich nie auch nur für einen Pfennig für die Pole interessieren.“ Mehr Hilfe fand er bei William Speirs Bruce, der bereits in der Antarktis gewesen war und Pläne für eine an Geldmangel gescheiterte Antarktisquerung gehabt hatte. Bruce erlaubte Shackleton freudig, seine Pläne zu übernehmen, allerdings hatte der endgültige Plan kaum noch Übereinstimmungen mit Bruce. Am 29. Dezember 1913 machte er seine Pläne in einem Brief an die Times öffentlich, nachdem ihm eine gewisse finanzielle Rückendeckung zugesichert worden war – von der britischen Regierung hatte er ein Versprechen über £ 10.000 erhalten.

### Shackletons Plan
Shackleton gab seiner Expedition den großen Titel Imperial Trans-Antarctic Expedition („Imperiale Trans-Antarktische Expedition“); um das Interesse der Öffentlichkeit zu wecken, wurde Anfang 1914 ein detailliertes Programm veröffentlicht. Die Expedition sollte aus zwei Gruppen und zwei Schiffen bestehen. Die Weddellmeer-Gruppe sollte mit der Endurance reisen und ins Gebiet der Vahsel-Bucht vordringen, in der vierzehn Männer landen sollten. Von diesen vierzehn Männern sollten sechs unter Shackletons Kommando die Transkontinentalgruppe bilden, laut Huntford (S. 401) hätten dies Shackleton, Hurley, Macklin, Wild, Marston und Crean sein sollen. Diese Gruppe sollte mit 100 Hunden, zwei Motorschlitten und Ausrüstung, die „alles umfasst, das die Erfahrung der Leiter und seiner Ratgeber vorschlagen kann“ ausgestattet die ungefähr 2900 Kilometer lange Reise zum Rossmeer unternehmen. Die übrigen acht Mitglieder der Küstengruppe würden wissenschaftliche Arbeiten durchführen, wobei je drei nach Grahamland und nach Enderbyland gehen und zwei in der Basis bleiben sollten.
Die Ross Sea Party hatte den Auftrag, mit der Aurora in die Rossmeer-Basis im McMurdo-Sund auf der anderen Seite des Kontinents zu fahren. Nach der dortigen Landung sollten die Männer „Depots auf der Route der Querungsgruppe anlegen, einen Marsch nach Süden machen, um den Männern [der Querungsgruppe] zu helfen und geologische und andere Beobachtungen machen.“ Die Rolle der Ross Sea Party war lebenswichtig; Shackletons Gruppe sollte lediglich Vorräte mitnehmen, die sie bis zum Fuß des Beardmore-Gletschers bringen würden. Ihr Überleben auf den letzten 650 Kilometern zur Basis im Rossmeer würde von den bei zuvor vereinbarten Koordinaten gelegten Depots über das Ross-Schelfeis hinweg abhängen.
In seinem Programm drückt Shackleton deutlich die Absicht aus, dass die Querung in der ersten Saison stattfinden sollte (1914/1915). Später erkannte er die Undurchführbarkeit dieses Plans und sollte Aeneas Mackintosh, den Leiter der Ross Sea Party, von der Planänderung informiert haben. Laut dem Korrespondenten des Daily Chronicle, Ernest Perris, wurde das entsprechende Telegramm allerdings nie gesendet, eine Unterlassung, die die erste Arbeitssaison der Ross Sea Party unnötig erschwerte.

### Finanzen
Shackleton nahm an, er würde £ 50.000 (in heutiger Kaufkraft 5,24 Millionen £) benötigen, um die Grundversion seines Plans auszuführen. Er setzte kein Vertrauen in Aufrufe an die Öffentlichkeit: „[sie] verursachen endlose Buchhaltungssorgen“. Seine Methode, an Gelder zu gelangen, bestand darin, von wohlhabenden Gönnern Geld zu erbitten. Mit diesem Prozess hatte er Anfang 1913 zunächst mit wenig Erfolg begonnen. Der erste bedeutende Durchbruch erfolgte im Dezember 1913, als ihm die Regierung £ 10.000 anbot – eine nützliche Summe, die jedoch nur die Hälfte dessen war, was er für die Abbezahlung der Schulden von der Nimrod-Expedition erhalten hatte. Der Großteil des damals in England gesammelten Geldes zur Finanzierung der Nimrod-Expedition hatte aus zurückzahlbaren Anleihen bestanden, die Shackleton ohne das Geld der Regierung nicht hätte zurückzahlen können. Die Royal Geographical Society, von der er nichts erwartet hatte, gab ihm £ 1000 – laut Huntford antwortete Shackleton in einer großzügigen Geste, dass er nur die Hälfte dieser Summe benötigen würde, obwohl er das Geld gut hätte brauchen können. Als die Zeit allmählich knapp wurde, wurden im Frühling und Frühsommer 1914 schließlich die letzten Gelder gesichert. Dudley Docker von der Birmingham Small Arms Company (BSA) gab £ 10.000, die reiche Tabakerbin Janet Stancomb-Wills spendete eine „großzügige“ Summe (deren genauer Umfang niemals veröffentlicht wurde), und im Juni kamen vom schottischen Industriellen Sir James Caird weitere £ 24.000. „Dieses wunderbare Geschenk erleichtert mich von aller Sorge“, informierte Shackleton die Morning Post.
Shackleton hatte nun das Geld, um den nächsten Schritt zu unternehmen. Für £ 11.600 erwarb er eine 300-Tonnen-Schonerbark namens Polaris, die für den belgischen Forscher Adrien de Gerlache de Gomery für eine Expedition nach Spitzbergen gebaut worden war. De Gerlaches Plan wurde jedoch nie ausgeführt und das Schiff wurde verfügbar. Shackleton änderte den Namen in Endurance, entsprechend seinem Familienmotto („By endurance we conquer“ – etwa: Durch Ausdauer ans Ziel). Weiterhin kaufte er für £ 3.200 Douglas Mawsons Expeditionsschiff, die Aurora, die in Hobart, Tasmanien, vor Anker lag. Sie diente als Schiff der Ross Sea Party.
Die gesamte von Shackleton gesammelte Summe ist unbekannt, da die Höhe der Spende von Stancomb-Wills nicht bekannt gegeben wurde. Geldmangel war jedoch ein konstanter Begleiter der Expedition. Als Sparmaßnahme wurden die der Ross Sea Party zur Verfügung stehenden Geldmittel um die Hälfte gekürzt; dies erfuhr Aeneas Mackintosh, der Kommandant der Gruppe, erst, als er in Australien sein Kommando übernehmen wollte. Mackintosh war gezwungen, zu feilschen und um Geld und Güter zu bitten, um seinen Teil der Expedition lebensfähig zu machen. Der Geldmangel behinderte auch die Operation zur Rettung der Ross Sea Party, als dies 1916 nötig wurde. Shackleton kümmerte sich nach seiner Rückkehr jedoch auch um den Ausgleich der Kosten: Er verkaufte dem Daily Chronicle die Exklusivrechte am Bericht und gründete das Imperial Trans Antarctic Film Syndicate, um die Filmrechte auszunutzen.

## Personal

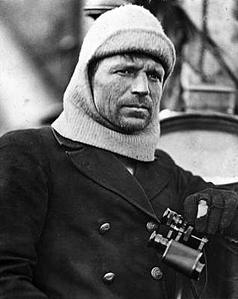
Frank Worsley, Kapitän der Endurance

Es bestand kein Mangel an Freiwilligen für die Expedition; Shackleton erhielt über 5000 Bewerbungen. Am Ende wurden die Kandidaten auf 56 Mann reduziert; 28 für jeden Zweig der Expedition. Diese Gesamtstärke von 56 Mann schließt William Bakewell ein, der in Buenos Aires an Bord des Schiffes ging; Perce Blackborow, Bakewells Freund, der nach der Ablehnung seiner Bewerbung als blinder Passagier mitfuhr; und mehrere von der Ross Sea Party in Australien in letzter Minute getätigte Einstellungen. Nicht eingeschlossen ist Sir Daniel Gooch, der Shackleton vorübergehend als Hundeführer half und die Expedition in Südgeorgien verließ.
Als Stellvertreter wählte Shackleton Frank Wild, der mit ihm sowohl auf der Discovery- als auch der Nimrod-Expedition gewesen war. Wild war gerade von Mawsons Australasiatischer Antarktisexpedition zurückgekehrt. Der Royal-Navy-Oberbootsmann Tom Crean, ein Mitglied der Terra-Nova-Expedition, wurde zum Zweiten Offizier ernannt, während Alfred Cheetham, ein weiterer erfahrener Antarktisfahrer, als Dritter Offizier fungierte. Zwei weitere Veteranen von der Nimrod wurden für die Ross Sea Party angeheuert, Aeneas Mackintosh als Kommandant und Ernest Joyce.
Als Kapitän der Endurance wollte Shackleton John King Davis anheuern, der bei der Australasiatischen Antarktisexpedition die Aurora kommandiert hatte. Davis lehnte das Angebot ab, da das Unternehmen seines Erachtens „dem Untergang geweiht“ sei. So wählte Shackleton Frank Worsley. Die sechsköpfige wissenschaftliche Belegschaft, die die Endurance begleitete, umfasste zwei Ärzte, Alexander Macklin und James McIlroy, den Geologen James Wordie, den Biologen Robert Clark, den Physiker Reginald James und den Meteorologen Leonard Hussey, der später Shackletons Expeditionsbericht South herausgeben würde. Der Fotograf Frank Hurley und der Maler George Marston sollten dafür sorgen, dass die Expedition visuell aufgezeichnet würde.
Die endgültige Mannschaft der Ross Sea Party wurde übereilt zusammengestellt – einige Mitglieder, die von Großbritannien nach Australien gereist waren, um an Bord der Aurora zu gehen, kündigten vor dem Aufbruch wegen der Geldprobleme. Nur Mackintosh und Joyce hatten vorhergehende antarktische Erfahrung, die im Fall des Ersteren sehr beschränkt war – Mackintosh hatte auf der Nimrod-Expedition bei einem Unfall ein Auge verloren und war bereits im Januar 1909 heimgekehrt.
Die vielzitierte Anzeige (Men wanted for hazardous journey. Small wages. Bitter cold. Long months of complete darkness. Constant danger. Safe return doubtful. Honour and recognition in case of success; „Männer für gefährliche Fahrt gesucht. Geringe Heuer. Bittere Kälte. Lange Monate der absoluten Dunkelheit. Ständige Gefahr. Sichere Rückkehr zweifelhaft. Ehre und Anerkennung im Erfolgsfall“) ist höchstwahrscheinlich unecht. Eine Website schrieb einen Preis von 100 US-$ für denjenigen aus, der die originale Anzeige finden kann; bisher wurde kein Gewinner gefunden. Der Text ist heute in der öffentlichen Meinung dennoch als mit Shackleton verbunden bekannt.

## Expedition der Weddell-Meer-Gruppe

### Reise durchs Eis
Die Endurance verließ Plymouth am 8. August 1914 und machte zunächst einen Zwischenhalt in Buenos Aires, wo Hurley an Bord kam und William Bakewell und der blinde Passagier Perce Blackborow zur Mannschaft stießen. Einige von Worsley während der Anfahrt erwähnte Mannschaftsmitglieder verschwinden dagegen nach diesem Stopp aus dem Logbuch. Vermutlich heuerten sie in Argentinien ab. Nach einem letzten einmonatigen Aufenthalt in Grytviken, Südgeorgien, brach die Endurance am 5. Dezember 1914 in Richtung Antarktis auf. Zwei Tage später traf sie zu Shackletons Beunruhigung bereits bei 57° 26′ S auf Drifteis, was das Schiff zu Ausweichmanövern zwang. Während der nächsten Tage gab es weitere Probleme mit dem Eis, das am 14. Dezember 1914 dick genug war, das Schiff für 24 Stunden festzuhalten. Drei Tage später wurde das Schiff erneut eingeschlossen. Shackleton kommentierte: „Ich war auf üble Bedingungen im Weddell-Meer vorbereitet gewesen, hatte aber gehofft, das Drifteis würde locker sein. Auf was wir trafen, war ein ziemlich dichter Gürtel von einem sehr hinderlichen Charakter.“

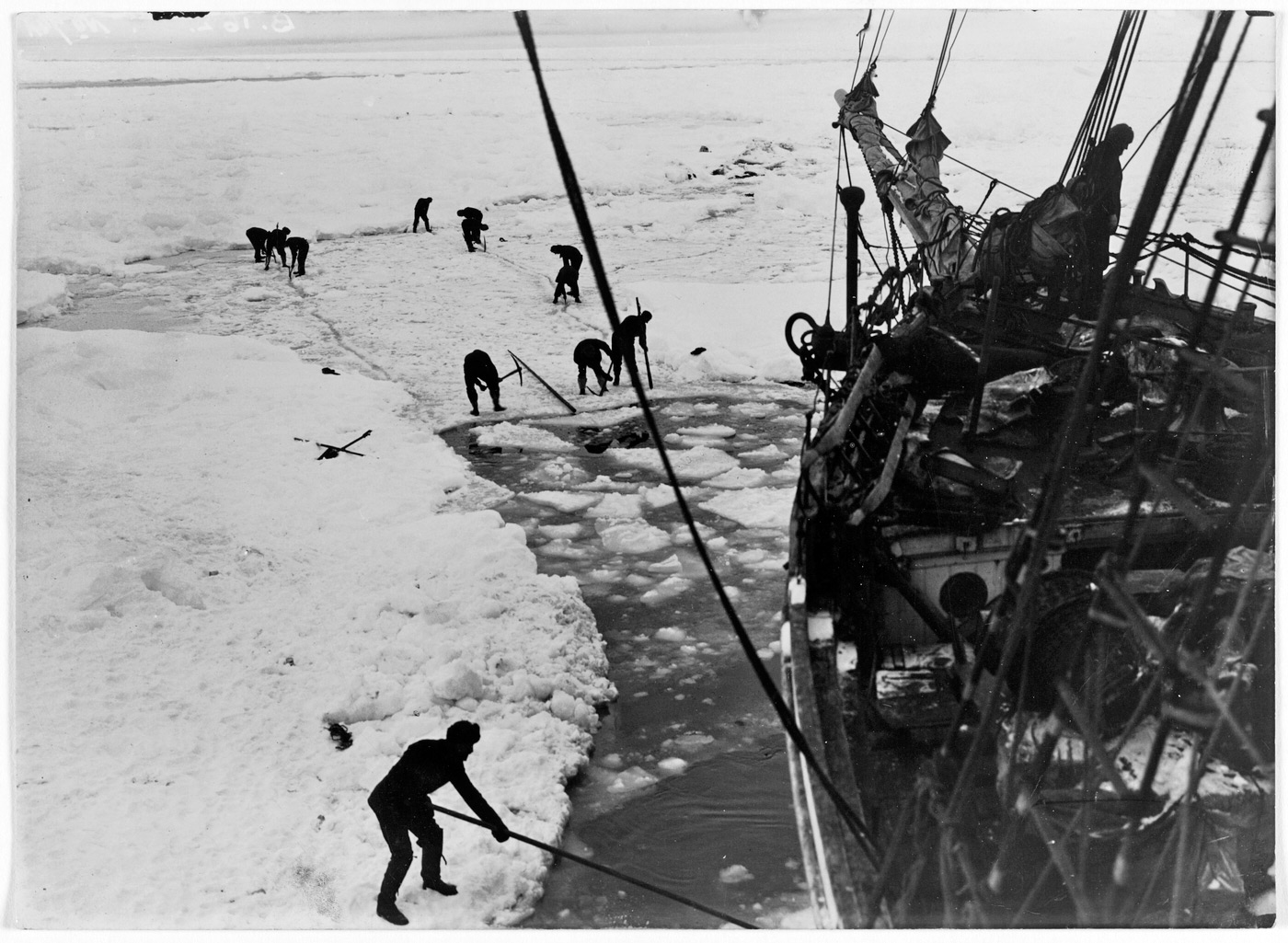
Arbeiten, um das Schiff zu befreien

Die Weiterfahrt war von weiteren Verzögerungen geprägt, bis sich am 22. Dezember 1914 Fahrrinnen öffneten und die Endurance stetig nach Süden fahren konnte. In den nächsten zwei Wochen konnte das Schiff ungehindert tief in das Weddell-Meer vordringen. Während der ersten Tage des Jahres 1915 verlangsamten weitere Verzögerungen das Vorankommen, doch eine Periode guter Fahrt während des 7. und des 10. Januars 1915 brachte die Endurance nahe an die Küste von Coats Land. Am 15. Januar 1915 gelangte das Schiff vor einen großen Gletscher, dessen Rand eine Bucht bildete, die nach einem exzellenten Landungsplatz aussah. So weit nördlich der Vahsel-Bucht zu landen kam jedoch nicht in Frage, „es sei denn, unter dem Druck der Notwendigkeit“ – eine Entscheidung, die Shackleton später bereute. Am 17. Januar 1915 erreichte die Expedition 76° 27′ S, wo Land entdeckt wurde, das Shackleton nach seinem Hauptgönner Caird-Küste nannte. Schlechtes Wetter zwang ihn, im Windschatten eines gestrandeten Eisbergs Schutz zu suchen.
Die Endurance befand sich nun in der Nähe von Prinzregent-Luitpold-Land, an dessen südlichem Ende ihr Bestimmungsort lag, die Vahsel-Bucht. Am nächsten Tag musste das Schiff 23 km nach Westen ausweichen und fuhr auf einem südlichen und dann kurz nordwestlichen Kurs weiter, bevor es völlig zum Stillstand kam. Die exakte Position war 76° 34′ S und 31° 30′ W. Es wurde bald klar, dass die Endurance nun im Eis festsaß, und nach zehn passiven Tagen wurden die Feuer des Schiffes mit Asche belegt, um Treibstoff zu sparen. Die Anstrengungen, die Endurance zu befreien, gingen weiter; am 14. Februar 1915 schickte Shackleton Männer mit Eismeißeln, Ahlen, Sägen und Hacken aufs Eis, um eine Durchfahrt freizumachen, doch die Anstrengungen blieben vergeblich. Shackleton verlor nicht alle Hoffnungen, freizukommen, zog jetzt aber auch die „Möglichkeit, einen Winter in den ungastlichen Armen des Eises verbringen zu müssen“ in Betracht.

### Drift derEndurance

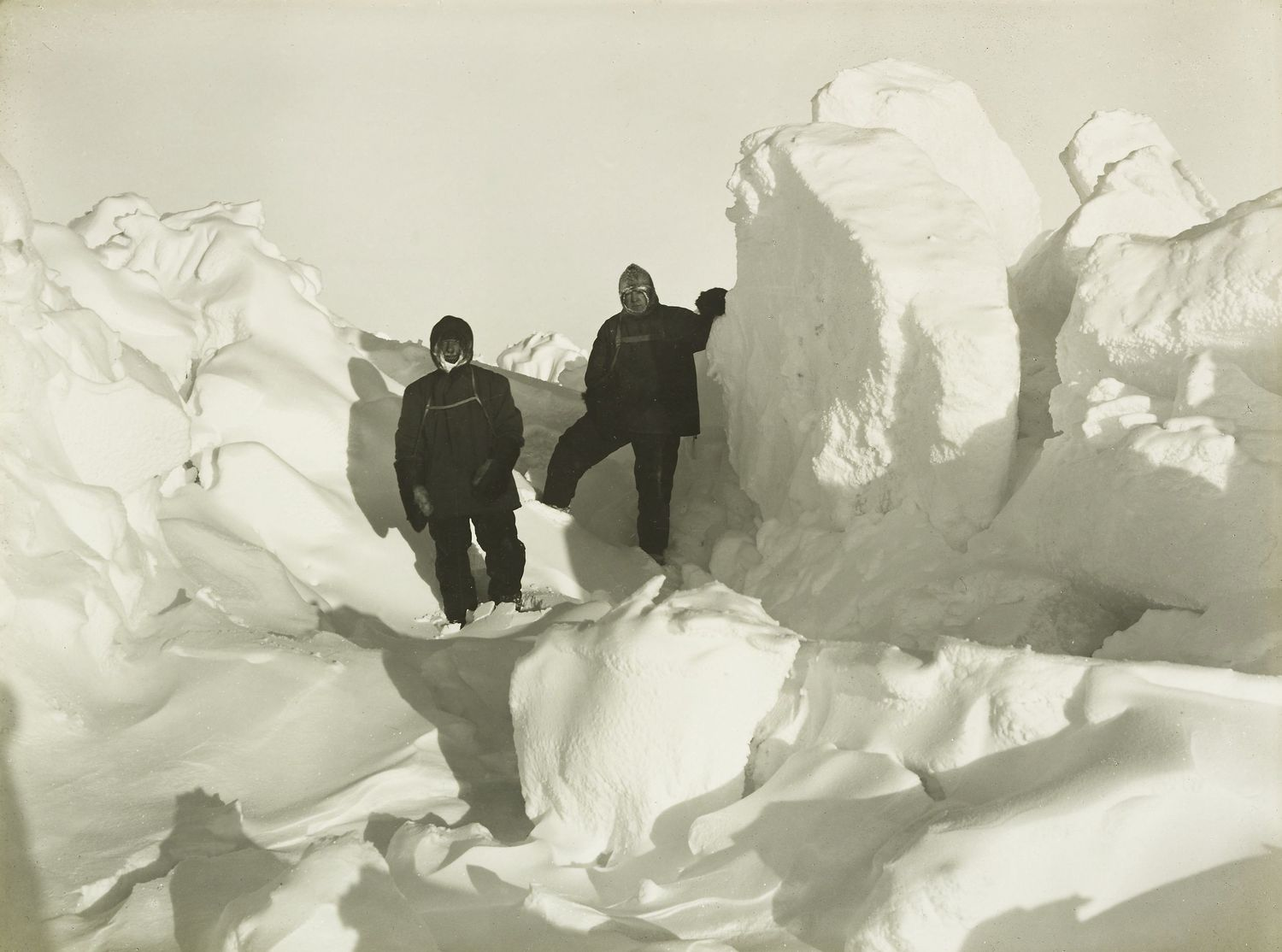
Shackleton und Wild zwischen dem vom Druck aufgetürmten Packeis

Am 21. Februar 1915 erreichte die Endurance im Griff des Packeises ihre südlichste Breite, 76° 58′ S, und begann sich dann mit dem Eis in Richtung Norden zu bewegen. Shackleton wurde klar, dass man vor dem Frühling nicht mehr freikommen würde, und befahl am 24. Februar, die Schiffsroutine aufzugeben. Die Hunde wurden von Bord gebracht und in Eiszwingern oder dogloos (eine Wortbildung aus dog für Hund und Iglu) einquartiert, während die Schiffseinrichtung in passende Winterquartiere für die verschiedenen Gruppen von Männern – Offiziere, Wissenschaftler, Maschinisten und Matrosen – umfunktioniert wurde. Das Funkgerät wurde in Gang gebracht, doch die Lage der Endurance war zu abgelegen, um Signale zu empfangen oder abzugeben.
Shackleton war sich des Beispiels von Wilhelm Filchners Schiff, der Deutschland, bewusst, die drei Jahre früher, während der Zweiten Deutschen Antarktisexpedition in der gleichen Gegend vom Eis eingeschlossen worden war. Nachdem Filchners Versuche gescheitert waren, eine Basis an der Vahsel-Bucht einzurichten, setzte sich sein Schiff am 6. März 1912 etwa 320 Kilometer vor der Küste von Coatsland im Eis fest. Sechs Monate später kam das Schiff bei 63° 37′ frei und segelte anscheinend ohne Probleme nach Südgeorgien. Eine ähnliche Erfahrung könnte es der Endurance ermöglichen, im nächsten antarktischen Frühling einen erneuten Versuch zu starten, die Vahsel-Bucht zu erreichen.
Im Februar und März 1915 war die Treibgeschwindigkeit sehr gering. Ende März 1915 rechnete Shackleton aus, dass das Schiff seit dem 19. Januar 1915 lediglich 155 Kilometer zurückgelegt habe. Als jedoch der Winter einsetzte, nahm auch die Geschwindigkeit der Drift zu und der Zustand des umliegenden Eises veränderte sich. Das Eis „stapelt sich und treibt gegen die Eismassen“, berichtete Shackleton am 14. April 1915 – wenn die Endurance in diese Bewegungen geriete, „würde sie wie eine Eischale zerdrückt.“ Im Mai 1915, als die Sonne für den Winter unterging, befand sich das Schiff bei 75° 23′ S, 42° 14′ W und trieb noch immer ungefähr gegen Norden. Es würde mindestens vier Monate dauern, bis sich mit dem Frühling das Eis öffnen könnte, und es war nicht ausgeschlossen, dass die Endurance nicht rechtzeitig freikommen könnte, um einen zweiten Anlauf zur Vahsel-Bucht zu unternehmen. Shackleton erwog nun die Möglichkeit, einen alternativen Landungsort an der Westküste der Weddellsee zu finden, falls ein solcher Punkt erreicht werden könnte. „In der Zwischenzeit“, schrieb er, „müssen wir warten.“

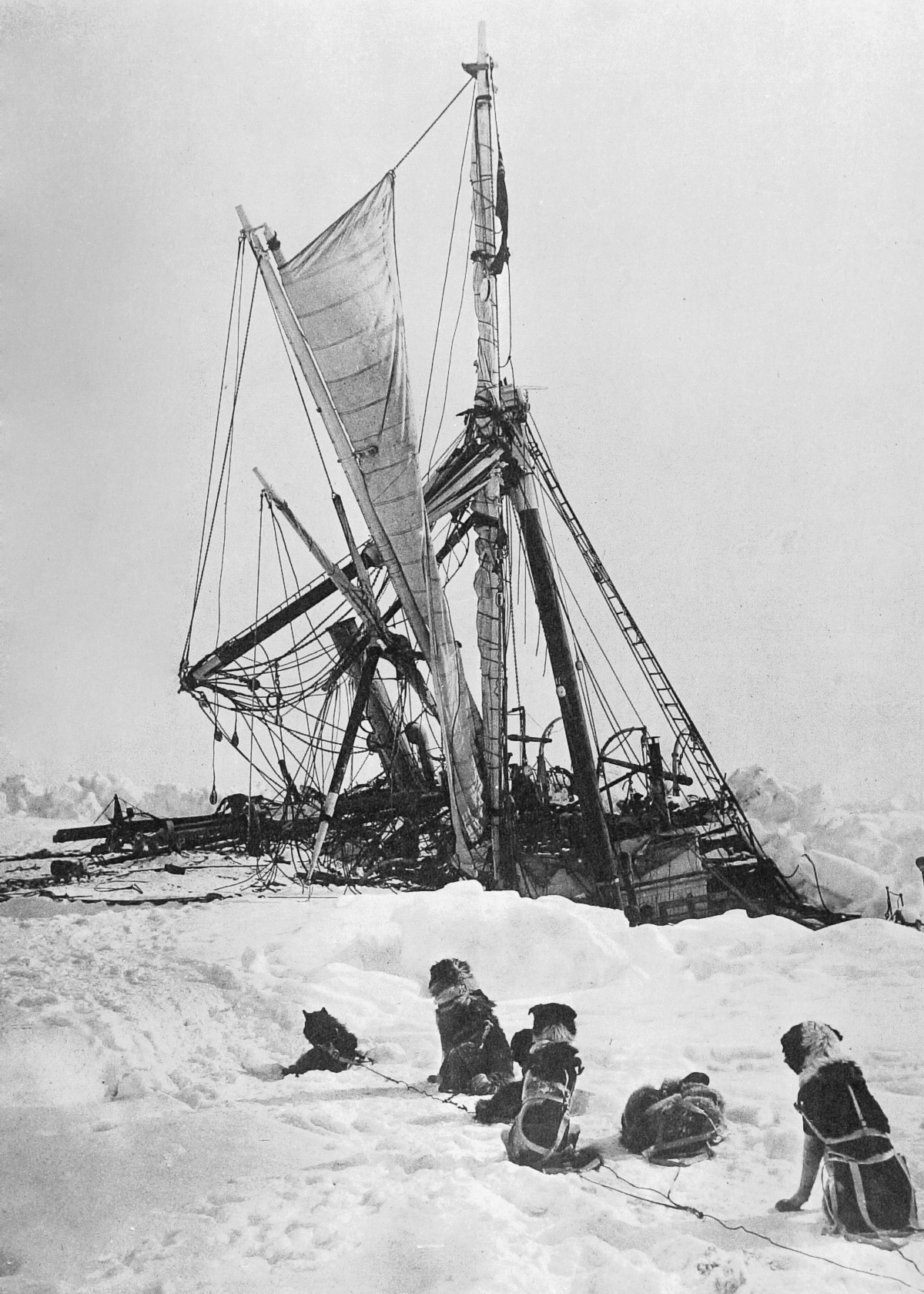
Die Endurance am Ende der Drift, kurz bevor sie untergeht

Die dunklen Wintermonate Mai, Juni und Juli 1915 gingen ohne große Ereignisse vorüber. Shackletons wichtigste Aufgabe bestand darin, Fitness, Training und Moral der Männer aufrechtzuerhalten, was ihm laut Berichten sehr gut gelang; Fußballspiele und Hunderennen fanden statt und abends wurde Laientheater dargeboten. Die ersten Anzeichen eines Aufbruchs des Eises traten am 22. Juli 1915 auf, und am 1. August 1915 brachen während eines Sturms aus südwestlicher Richtung die Eisschollen um die Endurance herum auf, die sich zu diesem Zeitpunkt bei 72°26′S, 48°10′W befand. Der Druck drängte Eismassen unter den Kiel und verursachte schwere Schlagseite nach Steuerbord. Diese Position war gefährlich; Shackleton schrieb: „Die Wirkung des Drucks um uns herum war ehrfurchtgebietend. Mächtige Eisblöcke […] stiegen langsam hoch, bis sie wie zwischen Daumen und Zeigefinger geklemmte Kirschkerne wegflogen […] wenn das Schiff einmal fest in den Griff des Eises geriete, wäre sein Schicksal besiegelt.“ Diese Gefahr ging vorüber, und die folgenden Wochen verliefen ruhig.
Anfang September 1915 begann das Eis jedoch wieder heftig zu drücken und presste daraufhin periodisch weiter. Am 30. September 1915 geriet das Schiff in „den schlimmsten Druck, den wir bis dahin erlebt hatten“, als es „wie ein Federball ein Dutzend Mal hin- und zurückgeworfen wurde.“ Shackleton hatte Worsley zuvor davon unterrichtet, dass er es für gleich wahrscheinlich halte, dass die Endurance zerstört würde, wie dass sie aus dem Eis freikäme.
Obwohl die Endurance bewiesen hatte, dass sie der Belastung standhalten konnte, war ihre Zwickmühle nun schlimmer als je zuvor. Als ihre Steuerbordseite am 24. Oktober 1915 gegen eine große Eisscholle gedrückt wurde, stieg der Eisdruck auf der Seite des Schiffes, bis die Bordwand sich zu biegen und zu splittern begann; darauf begann Wasser, welches unterhalb des Eises war, ins Schiff einzudringen. Drei Rettungsboote und die Vorräte wurden aufs Eis gebracht, während die Crew versuchte, die Schiffswand abzustützen und das hereinlaufende Wasser abzupumpen. Am 27. Oktober 1915 war Shackleton bei Temperaturen von −25 Grad Celsius jedoch gezwungen, das Schiff zu evakuieren. Die Position zu diesem Zeitpunkt wurde mit 69° 05′ S, 51° 30′ W bestimmt. Das Wrack blieb über Wasser, und während der folgenden Wochen konnte die Crew weitere Vorräte und Materialien retten, darunter auch Hurleys Fotografien und Kameras, die zunächst zurückgelassen worden waren. Von etwa 550 Tafeln wählte Hurley die besten 150 und zerschlug den Rest.

### Lager auf dem Eis

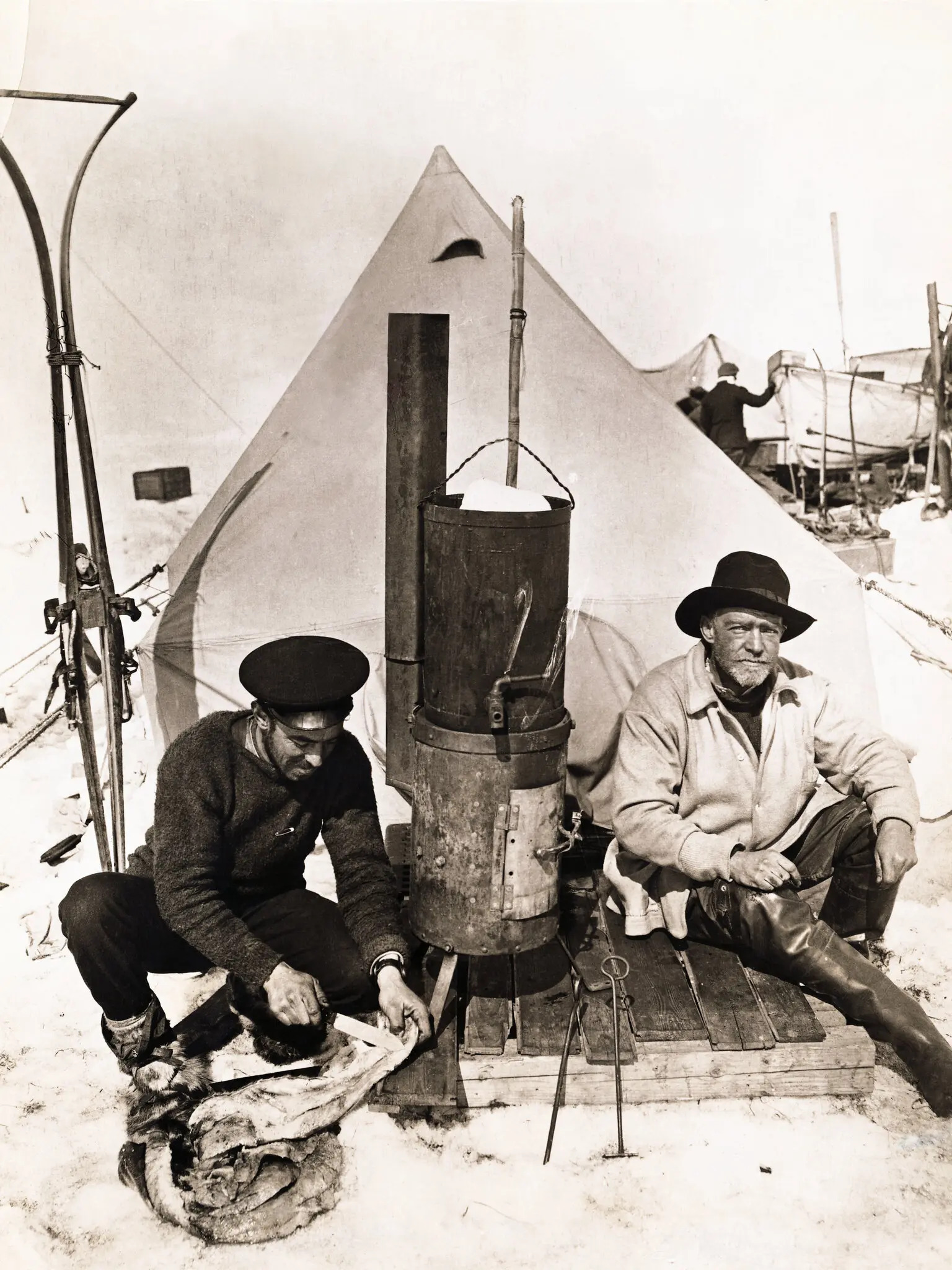
Frank Hurley und Ernest Shackleton im Ocean Camp

Mit dem Verlust des Schiffes musste Shackleton alle Gedanken an seine transkontinentale Reise aufgeben, und der Fokus der Expedition wechselte schlagartig auf das pure Überleben. Um dies zu erreichen, wollte Shackleton mit der Mannschaft entweder nach Snow Hill Island ziehen, der Basis von Otto Nordenskjölds schwedischer Expedition von 1901 bis 1903, wo man Notvorräte finden könnte, oder zur Paulet-Insel, wo, wie Shackleton wusste, ein umfangreiches Nahrungsdepot existierte, welches er 12 Jahre zuvor selbst angelegt hatte, oder aber zur Robertson-Insel. Shackleton glaubte, dass sie von jeder dieser Inseln Grahamland durchqueren und die Walfangbasen in der Wilhelmina-Bucht erreichen könnten. Die Distanz von ihrer Strandungsposition nach Snow Hill Island berechnete Worsley auf 520 Kilometer, bis zur Wilhelmina-Bucht müsste man weitere 195 Kilometer zurücklegen. Mitzunehmen wären Nahrung, Treibstoff, Überlebensgerät und drei schwere Rettungsboote.
Der Marsch begann am 30. Oktober 1915, doch bald traten Probleme auf. Der Zustand des Packeises machte das Vorankommen beinahe unmöglich. Mit der Verstärkung des horizontalen Drucks hatte sich das Eis verzogen und erhob sich in großen Kämmen, die oft über drei Meter hoch waren. Bei dieser Oberfläche kam die Mannschaft in zwei Tagen nur um 3,2 Kilometer voran. Am 1. November 1915 brach Shackleton den Marsch ab und beschloss, gemeinsam mit Wild und Worsley, zu lagern und auf den Aufbruch des Eises zu warten. Sie gaben der flachen und solide aussehenden Scholle, auf der ihr Marsch geendet hatte, den Namen Ocean Camp und schlugen ihr Lager auf. Das Wrack der Endurance, das noch immer in der Nähe im Eis steckte, wurde weiterhin von kleinen Gruppen der Männer besucht. Man konnte noch weitere zurückgelassene Vorräte bergen, bis das Schiff am 21. November 1915 schließlich unter das Eis rutschte. Die exakten Koordinaten hat Shackleton nicht aufgezeichnet. Karten legen nahe, dass das Schiff direkt südlich des 67. Breitengrades sank, etwa 160 Kilometer von dem Ort entfernt, an dem die Crew es 25 Tage zuvor verlassen hatte.
Die Geschwindigkeit der Drift hatte sich ab dem 1. November 1915 erhöht und betrug am 7. November gleichmäßige fünf Kilometer pro Tag. Bis zum 5. Dezember 1915 hatten die Männer den 68. Breitengrad passiert, doch die Treibrichtung drehte jetzt langsam gen Nordnordost. Dies würde sie zu einer Position bringen, von der aus es schwer oder unmöglich sein würde, Snow Hill Island zu erreichen. Nordöstlich lag jedoch die Paulet-Insel, die nun zum Ziel Shackletons wurde. Die Paulet-Insel war etwa 400 Kilometer entfernt, und Shackleton war es wichtig, die Dauer der Fahrt in den Rettungsbooten zu verkürzen, die nötig sein würde, um sie zu erreichen. Deshalb kündigte er am 21. Dezember 1915 einen zweiten Marsch an, der am 23. Dezember beginnen sollte.

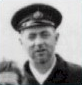
Harry McNish

Die Bedingungen hatten sich jedoch seit dem ersten Versuch nicht verbessert. Die Temperaturen waren gestiegen und es war unangenehm warm; die Männer sanken bis zu ihren Knien in den weichen Schnee, als sie die Boote durch die Druckkämme schleppten. Am 27. Dezember 1915 rebellierte der Schiffszimmermann Harry McNish (oder McNeish – es besteht kein Konsens über die korrekte Schreibweise) und weigerte sich, weiterzuarbeiten. Er argumentierte damit, dass die Schiffssatzung seit dem Untergang der Endurance keine Gültigkeit mehr besitze und er nicht länger Befehlen Folge leisten müsse. Shackletons sichere Opposition stimmte den Zimmermann schließlich um, doch der Vorfall blieb unvergessen. Später trug McNish das Seine zur Rettung der Mannschaft bei; dennoch war er eines der vier Crewmitglieder, denen auf Shackletons Empfehlung hin die Polarmedaille verwehrt wurde, die anderen drei waren William Stephenson, Ernest Holness und John Vincent. Zwei Tage darauf, nachdem an sieben harten Tagen nicht mehr als zwölf Kilometer Fortschritt verzeichnet werden konnte, gab Shackleton den Versuch auf und beobachtete: „Wir bräuchten über 300 Tage, um das Land zu erreichen.“ Die Männer stellten ihre Zelte auf und richteten sich im sogenannten Patience Camp ein, das für über drei Monate ihr Heim bleiben sollte.
Langsam wurden die Vorräte knapp. Hurley und Macklin wurden zurück zum Ocean Camp geschickt, um Nahrung zu holen, die dort gelassen worden war, um die Schlitten zu erleichtern. Am 2. Februar 1916 schickte Shackleton eine größere Gruppe zurück, um das dritte Rettungsboot zu erlangen, das ebenfalls zurückgelassen worden war. Die Nahrungsknappheit wurde mit den vergehenden Wochen akut, und Robbenfleisch, das zuvor Abwechslung in die Ernährung der Männer gebracht hatte, wurde zum Grundnahrungsmittel, weil Shackleton versuchte, die verbleibenden abgepackten Rationen aufzubewahren. Im Januar 1916 wurden alle Hundeteams (die durch Unfälle und Krankheit in den vergangenen Monaten ohnehin schon dezimiert waren) außer zweien auf Shackletons Anweisung hin erschossen, weil der Verbrauch an Robbenfleisch zu hoch war. Die letzten beiden Teams wurden vor allem am Leben gelassen, da sie für Fahrten über das Eis noch von Nutzen waren. Die beiden letzten Teams wurden am 2. April 1916 erschossen; zu diesem Zeitpunkt war ihr Fleisch eine willkommene Abwechslung in den Rationen. In der Zwischenzeit war die Drift launisch geworden; nachdem die Männer mehrere Wochen lang auf 67° Süd festgehalten worden waren, gab es Ende Januar 1916 eine Reihe von schnellen nordöstlichen Bewegungen, die Patience Camp bis zum 17. März auf die Breite der Paulet-Insel brachten. Die Insel war allerdings über 90 Kilometer weit im Osten. „Es hätten auch 900 sein können“, hielt Shackleton fest, „bei der Chance, die wir hatten, sie über das unzusammenhängende Eis zu erreichen.“
Frustrierenderweise war ständig Land in Sicht. Der Gipfel des Mount Haddington auf der James-Ross-Insel blieb sichtbar, als man langsam vorbeitrieb. Weil Snow Hill und die Paulet-Insel jetzt keine Alternativen mehr waren, wie Shackleton schrieb, waren jetzt alle Hoffnungen auf die übrigen zwei kleinen Inseln am Nordrand von Grahamland gerichtet: Clarence Island und Elephant Island, etwa 160 Kilometer nördlich ihrer Position vom 25. März 1916. Shackleton hatte die Idee, dass Deception Island ein besserer Zielort sein könnte. Die Insel lag weit im Westen, in Richtung des Endes der Kette, die die Südlichen Shetlandinseln bildet, doch Shackleton dachte, man könne sie vielleicht durch Inselspringen erreichen. Der Vorteil war, dass Deception Island manchmal von Walfängern besucht wurde und mit Vorräten ausgestattet sein könnte. Alle diese Ziele würden eine gefährliche Reise mit den Rettungsbooten verlangen, nachdem das Eis, auf dem sie drifteten, schließlich zusammenbräche. Vor dieser Reise wurden die Rettungsboote alle nach einem der wichtigsten Sponsoren der Expedition benannt: James Caird, Dudley Docker und Stancomb Wills.

### Bootsfahrt nach Elephant Island

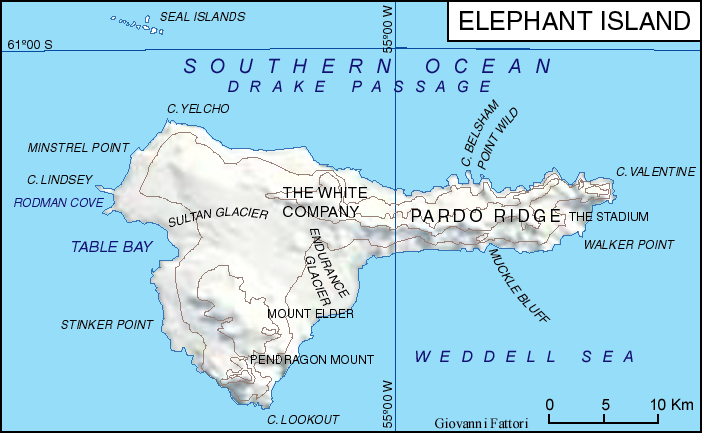
Karte von Elephant Island. Point Wild ist an der Nordküste eingezeichnet.

Das Ende von Patience Camp kam am Abend des 8. April 1916, als die Eisscholle auf einmal zerbrach. Das Lager befand sich nun auf einem kleinen dreieckigen Eisfloß, dessen Auseinanderbrechen eine Katastrophe bedeutet hätte, weshalb Shackleton die Rettungsboote für den erzwungenen Aufbruch der Mannschaft bereit machen ließ. Er hatte nun beschlossen, dass sie nach Möglichkeit versuchen würden, Deception Island zu erreichen – dort gab es angeblich eine kleine Holzkirche, die für die Walfänger errichtet worden war. Das Holz dieser Kirche würde es ihnen ermöglichen, ein seetüchtiges Boot zu bauen. Um 13 Uhr am 9. April 1916 wurde die Dudley Docker zu Wasser gelassen, und eine Stunde später waren alle drei Boote aufgebrochen. Shackleton selbst befehligte die James Caird, Worsley die Dudley Docker und Navigationsoffizier Hubert Hudson nominell die Stancomb Wills, obwohl Tom Crean wegen Hudsons labilem Geisteszustand der eigentliche Kommandant war.
Die nächsten Tage waren sehr schwierig. Die Boote befanden sich immer noch im Packeis und waren von sich öffnenden und schließenden Wasserstraßen abhängig – das Vorankommen war gefährlich und unberechenbar. Die Boote wurden häufig an Eisschollen gebunden oder auf sie hinaufgezogen, während die Männer lagerten und auf eine Besserung der Bedingungen warteten. Shackleton schwankte erneut zwischen mehreren möglichen Zielen, um sich schließlich am 12. April 1916 gegen die verschiedenen Inseln, und für die Hope Bay an der Spitze von Grahamland zu entscheiden. Die Bedingungen in den Booten, wo die Temperaturen manchmal −30 °C betrugen, wenig Nahrung verfügbar war und man regelmäßig von eisigem Seewasser durchnässt wurde, zermürbten die Männer, sowohl psychisch als auch physisch. Shackleton entschied deshalb, dass Elephant Island, die nächstmögliche Zuflucht, nun die einzige praktikable Möglichkeit sei.
Am 14. April 1916 lagen die Boote vor der südöstlichen Küste der Insel, doch eine Landung kam nicht in Frage, da diese Küste aus steilen Klippen und Gletschern bestand. Am nächsten Tag umrundete die James Caird das östliche Kap der Insel, um die nördliche, windabgewandte Küste zu erreichen, und entdeckte schließlich einen schmalen Kiesstrand, an dem Shackleton zu landen beschloss. Bald darauf trafen sich alle drei Boote, die in der vergangenen Nacht durch hohen Seegang getrennt worden waren, am Landeplatz. Es dauerte jedoch nicht lange, bis Flutmarken klarmachten, dass diese Bucht nicht dauerhaft als Lagerplatz dienen könnte. Am nächsten Tag brachen Wild und einige Männer mit der Stancomb Wills auf, um an der Küste einen besseren Landeplatz zu finden. Sie kehrten mit Neuigkeiten von einem elf Kilometer entfernten Landstreifen im Westen zurück, der wie ein möglicher Landeplatz wirkte. Unverzüglich kehrten die Männer auf ihre Boote zurück und fuhren zu diesem neuen Ort, den sie später Point Wild tauften.

### Reise derJames Caird

Skizze der Bootsfahrten nach Elephant Island und von dort nach Südgeorgien

Elephant Island war abgelegen, unbewohnt und wurde, falls überhaupt, nur selten von Walfängern oder anderen Schiffen aufgesucht. Um die Männer in die Zivilisation zurückzubringen, musste Hilfe herbeigeholt werden. Der einzige realistische Weg, dies zu erreichen, war, eines der Beiboote für die fast 1500 Kilometer weite Fahrt über den Südlichen Ozean nach Südgeorgien umzubauen. Shackleton hatte den Gedanken an eine Fahrt nach Deception Island aufgegeben, vermutlich, da der Zustand seiner Männer es verbot, sie weiter den rauen Meeresbedingungen auszusetzen. Feuerland und die Falklandinseln waren näher als Südgeorgien, hätten aber vorherrschend Gegenwind bedeutet.
Shackleton wählte die Gruppe aus, die die Überfahrt nach Südgeorgien versuchen sollte: er selbst, Worsley als Navigator, Crean, McNish, John Vincent und Timothy McCarthy. Auf Shackletons Anweisung hin begann McNish sofort damit, die James Caird umzubauen, wobei er Werkzeuge und Materialien teilweise improvisieren musste. Frank Wild wurde als Leiter der auf Elephant Island zurückbleibenden Gruppe ausgewählt und sollte im nächsten Frühling 1917 nach Deception Island aufbrechen, sollte Shackleton nicht zurückkehren. Shackleton nahm Vorräte für vier Wochen auf, da er wusste, dass sie sich verirrt haben würden, wenn sie am Ende dieser Rationen kein Land erreicht hätten.

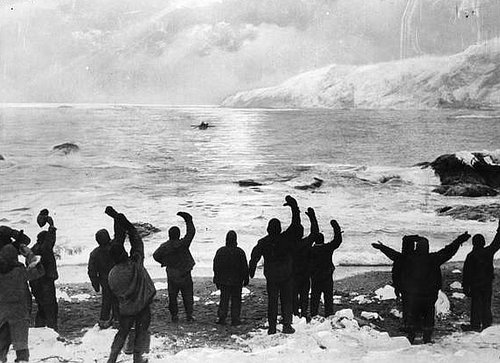
Abfahrt der James Caird von Elephant Island

Die 6,85 Meter lange James Caird wurde am 24. April 1916 zu Wasser gelassen. Für die folgende Fahrt hing alles von der absolut exakten Navigation Worsleys ab, die auf Beobachtungen basierten, die unter den ungeeignetsten Bedingungen gemacht werden mussten. Der vorherrschende Wind kam hilfreicherweise aus Nordwesten, doch die aufgewühlte See durchnässte bald alles an Bord mit eisigem Wasser. Bald hatte sich Eis dick am Boot festgesetzt, was die Fahrt verlangsamte. Am 5. Mai 1916 brachte ein Nordweststurm beinahe die Zerstörung des Bootes mit sich. Shackleton hatte angeblich in seinen sechsundzwanzig Jahren auf See noch nie so große Wellen gesehen wie bei diesem Sturm.
Nach einer zweiwöchigen Überfahrt, die die Mannschaftsmitglieder an ihre körperlichen Grenzen geführt hatte, kam schließlich am 8. Mai 1916 Südgeorgien in Sicht. Zwei Tage später landete die erschöpfte Mannschaft nach einem Kampf mit schwerem Seegang und hurrikanartigen Winden in der King Haakon Bay.

### Durchquerung Südgeorgiens

Karte Südgeorgiens. „Peggotty Camp“ befand sich in der tiefen Bucht auf der Südwestseite, südwestlich des Prince Olav Harbour

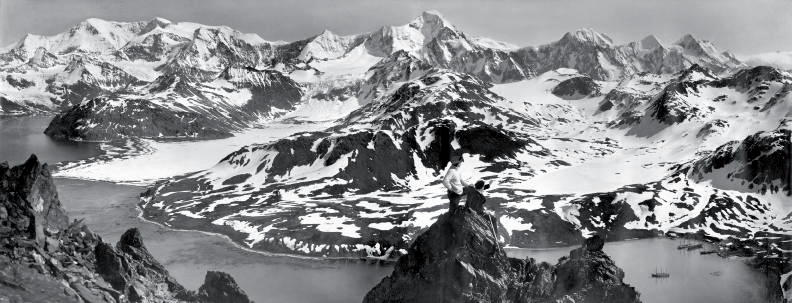
Das Innere Südgeorgiens, fotografiert von Frank Hurley

Nach der Ankunft der James Caird in der King Haakon Bay waren zunächst Rast und Erholung nötig, während Shackleton das weitere Vorgehen plante. Die bewohnten Walfangstationen Südgeorgiens befanden sich sämtlich an der Nordküste der Insel. Um sie zu erreichen, hätte man entweder mit dem Boot die Insel umfahren oder das unerforschte Innere der Insel durchqueren müssen. Der Zustand der James Caird und die körperliche Verfassung der Männer, vor allem Vincents und McNishs, ließen jedoch nur die zweite Option zu.
Nach fünf Tagen fuhr die Gruppe mit dem Boot ein kleines Stück nach Osten, ans Ende einer tief eingeschnittenen Bucht, die den Startpunkt für die Querung markierte. Shackleton, Worsley und Crean würden die Querung angehen, die anderen im sogenannten Peggotty Camp bleiben, um später per Schiff abgeholt zu werden. Am 18. Mai 1916 hielt ein Sturm ihre Abreise auf, doch um 2 Uhr am folgenden Morgen war das Wetter klar und ruhig, so dass die drei Männer eine Stunde später aufbrechen konnten.
Da sie keine Karte hatten, konnten sie ihre Route nur grob abschätzen. Bis zum Morgengrauen waren sie auf 1000 Meter aufgestiegen und konnten die Nordküste sehen. Sie befanden sich oberhalb der Possession Bay, was bedeutete, dass sie zu weit im Westen waren und sich nach Osten bewegen mussten, um Stromness zu erreichen, die Walfangstation, die ihr Ziel war. Damit mussten sie zum ersten Mal den bereits zurückgelegten Weg wieder zurückgehen. Das sollte noch mehrfach geschehen – was die Reise ausdehnen und die Männer frustrieren sollte. Am Ende dieses ersten Tages riskierten sie alles, als sie auf einem behelfsmäßigen „Seilschlitten“ eine Bergflanke herabrutschten, um eine Nacht in höheren Regionen zu vermeiden. Eine Rast kam nicht in Frage – sie gingen bei Vollmondlicht weiter und bewegten sich aufwärts auf eine Lücke in der nächsten Bergkette zu. Früh am nächsten Morgen wusste Shackleton, dass er auf dem richtigen Weg war, da die Männer Husvik unterhalb ihrer Position sahen. Um sieben Uhr hörten sie die Dampfpfeife von der Walfangstation, „das erste von einem außenstehenden Menschen verursachte Geräusch, das unsere Ohren erreichte, seit wir Stromness Bay im Dezember 1914 verlassen hatten.“ Nach einem schwierigen Abstieg, der eine Kletterpartie durch einen kalten Wasserfall beinhaltete, waren sie schließlich in Sicherheit.
Shackleton, kein religiöser Mann, schrieb später: „Ich habe keinen Zweifel daran, dass die Vorsehung uns führte… Ich weiß, dass es mir während des langen und aufreibenden Marschs von 36 Stunden über die unbenannten Berge und Gletscher oft so vorkam, als wären wir zu viert und nicht zu dritt.“ Dieses Motiv von einem vierten Gefährten – von Worsley und Crean bestätigt – wurde von T. S. Eliot in seinem Gedicht The Waste Land aufgenommen.

### Rettungsversuche
Shackletons erste Aufgabe nach der Ankunft in Stromness war es, die Abholung seiner drei Kameraden in Peggotty Camp zu organisieren. Ein Walfänger wurde mit Worsley als Lotsen um die Küste gesandt, und am Abend des 21. Mai 1916 befanden sich alle sechs Mann von der James Caird in Sicherheit. Shackleton versuchte nun nach Elephant Island zurückzukehren, um die dort zurückgebliebenen Männer aufzunehmen. Seine ersten drei Anläufe blieben vergeblich.
Drei Tage nach seiner Ankunft in Stromness verließ Shackleton Südgeorgien, nachdem er sich The Southern Sky gesichert hatte, einen großen Walfänger, der sich in Husvik befand. Shackleton hatte eine Mannschaft aus Freiwilligen zusammengestellt, die am Morgen des 22. Mai 1916 zur Abfahrt bereit war. Als das Schiff sich Elephant Island näherte, fand Shackleton eine undurchdringliche Packeisbarriere vor, die sich etwa 110 Kilometer vor der Insel gebildet hatte. The Southern Sky war nicht als Eisbrecher gebaut und fuhr darum zurück nach Port Stanley auf den Falklandinseln.
Nach dem Eintreffen in Port Stanley informierte Shackleton London per Telegramm über seinen Verbleib und bat, ein passendes Schiff für die Rettungsoperation nach Süden zu schicken. Er wurde von der Admiralität informiert, dass vor Oktober 1916 kein Schiff bereit sein würde, was für Shackleton zu spät war. Mit der Hilfe des britischen Gesandten in Montevideo gelang es Shackleton, sich von der Regierung Uruguays einen stabilen Fischdampfer zu leihen, die Instituto de Pesca No. 1, die am 10. Juni 1916 Richtung Süden aufbrach. Wieder kam das Packeis zwischen das Schiff und die Insel.
Auf der Suche nach einem weiteren Schiff reisten Shackleton, Worsley und Crean nach Punta Arenas in Chile, wo sie auf Allan MacDonald trafen, den britischen Eigner des Schoners Emma. MacDonald rüstete dieses Schiff für einen weiteren Rettungsversuch aus, der am 12. Juli 1916 anlief, jedoch wieder vom Packeis vereitelt wurde. Shackleton benannte später einen Gletscher am Brunt-Schelfeis im Weddellmeer nach MacDonald.

### Auf Elephant Island

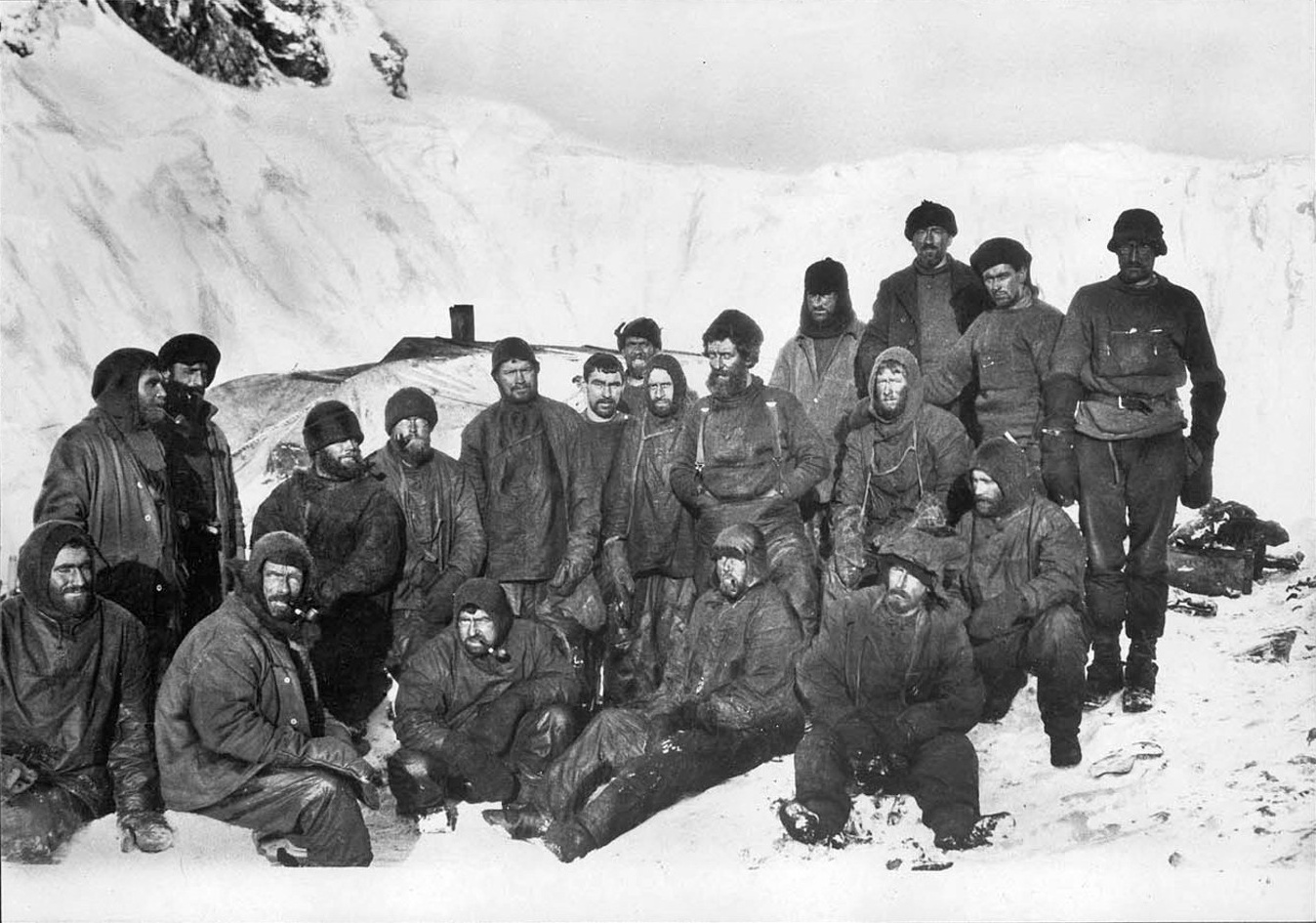
Die auf Elephant Island zurückgelassenen Männer.
Hintere Reihe, von links:
Greenstreet, McIlroy, Marston, Wordie, James, Holness, Hudson, Stephenson, McLeod, Clark, Orde-Lees, Kerr, Macklin.
Zweite Reihe, von links:
Green, Wild, How, Cheetham, Hussey, Bakewell.
Vorne: Rickinson.
Hurley und Blackborow fehlen auf dem Foto, denn Hurley machte das Foto und Blackborow lag in der Hütte, nachdem seine Zehen amputiert worden waren.

Nachdem Shackleton am 24. April 1916 mit der James Caird aufgebrochen war, übernahm Frank Wild das Kommando über die Gruppe auf Elephant Island, deren Mitglieder sich teilweise in einem physisch oder psychisch schlechten Zustand befanden: Lewis Rickinson hatte vermutlich einen Herzinfarkt erlitten; Blackborow konnte wegen Erfrierungen nicht laufen; Hudson litt an Depressionen. Die Zehen an Blackborows linkem Fuß wurden brandig und mussten am 15. Juni 1916 von den Ärzten Macklin und James McIlroy bei Kerzenlicht amputiert werden. Das dringendste Bedürfnis der Männer war ein permanenter Schutz gegen den sich schnell nähernden Winter. Auf den Vorschlag von Marston und Lionel Greenstreet hin wurde eine Hütte improvisiert, indem die zwei Boote umgedreht und auf niedrigen Steinmauern so platziert wurden, dass sie einen Schutzraum mit etwa anderthalb Meter Stehhöhe bildeten. Mit Leinwand und anderen Materialien wurde das Bauwerk bedingt wetterfest abgedichtet. Laut Wild war es ein grober, aber effektiver Schutz.
Niemand wusste, wie lange sie auf die Rettung würden warten müssen. Wild schätzte die Zeit anfangs überoptimistisch auf ungefähr einen Monat und verbot die Anlage von längerfristigen Pinguin- und Robbenfleischvorräten, da dies in seinen Augen defätistisch gewesen wäre. Er tat, was er konnte, um Routinen und Aktivitäten einzuführen und aufrechtzuerhalten, die die Eintönigkeit auflockern würden. Ein Ausguck wurde eingerichtet, Koch- und Haushaltsdienstpläne wurden eingeführt, und es gab Jagdtouren auf Robben und Pinguine. Samstags wurden Konzerte mit einem Banjo abgehalten, auch Geburtstage wurden gefeiert, doch nichts konnte wirklich von der Mutlosigkeit ablenken, als die Monate vergingen und keine Spur von einem Schiff zu sehen war.
Bis zum 23. August 1916 war Wilds Strategie gegen Vorratslagerung gescheitert. Die umgebende See war von Packeis überzogen, das jedes Rettungsschiff aufhalten würde. Zudem wurde die Nahrung knapp, und keine Pinguine kamen mehr an Land. Orde-Lees schrieb: „Wir werden denjenigen essen müssen, der als erster stirbt … viele wahre Worte werden im Scherz gesagt.“

### Rettung
Erst der vierte Rettungsversuch führte zum Erfolg. Mitte August bat Shackleton die chilenische Regierung, ihm die Yelcho zu leihen, einen kleinen, stabilen Dampfer, der der Emma beim vorhergehenden Rettungsversuch geholfen hatte. Die Regierung stimmte zu, und am 25. August 1916 brach die Yelcho nach Elephant Island auf. Diesmal hatte man mehr Glück – das Meer war offen, und das Schiff konnte in dichtem Nebel nahe an die Insel heranfahren.
Unterdessen hatte Wild auf Elephant Island schon ernsthaft erwogen, eine Bootsfahrt nach Deception Island zu wagen. Er plante, am 5. Oktober 1916 aufzubrechen, in der Hoffnung, einem Walfänger zu begegnen. Doch mit der Ankunft des Rettungsschiffes ging die Zeit auf Elephant Island plötzlich zu Ende. Um 11.40 Uhr am Morgen des 30. August hob sich der Nebel, das Lager wurde gesichtet, und innerhalb einer Stunde waren alle Männer von Elephant Island sicher an Bord. Daraufhin brach die Yelcho wieder nach Punta Arenas auf.

## Expedition der Ross Sea Party
Die Aurora verließ Hobart am 24. Dezember 1914, nachdem sie durch finanzielle und organisatorische Probleme in Australien aufgehalten worden war. Ihre Ankunft im McMurdo-Sund am 15. Januar 1915 kam später in der Saison als geplant, doch der Kommandant der Gruppe, Aeneas Mackintosh, machte sofort Pläne für die Depotanlagefahrt auf dem Ross-Schelfeis, da er sich noch immer im Glauben befand, Shackleton könnte während dieser ersten Saison eine Überquerung vom Weddellmeer aus versuchen. Wie weiter oben angegeben hatte er die gegenteiligen Instruktionen von Shackleton nicht erhalten. Weder die Männer noch die Hunde waren ans Klima angepasst, und die Gruppe war, was die Bedingungen anging, sehr unerfahren – von der Gruppe waren nur Mackintosh und Ernest Joyce bereits in der Antarktis gewesen. Bei einer ersten übereilten Fahrt konnte nur ein einziges unvollständiges Depot angelegt werden, aber sie endete mit dem Verlust von zehn der achtzehn Hunde der Gruppe, und mit  Männern, die an Erfrierungen litten und demoralisiert waren.
Im Mai, als die Aurora beim Hauptquartier am Kap Evans lag, wurde sie während eines Sturms auf See getrieben und konnte nicht zurückfahren, da sie in einer Eisscholle festsaß. Sie trieb bis zum 12. Februar 1916 im Eis und legte eine Distanz von fast 2600 Kilometern zurück, bevor sie freikam und schwer beschädigt nach Neuseeland zurückkehren musste. An Bord war noch der größere Teil Treibstoff, Lebensmittel, Kleidung und Ausrüstung der Landgruppe, aber die Schlittenrationen für die anzulegenden Depots waren bereits angelandet worden.
Um mit ihrer Mission fortzufahren, mussten die an Land zurückgebliebenen zehn Männer sich aus den Überbleibseln früherer Expeditionen selbst verpflegen und ausrüsten, insbesondere von denen der Robert Falcon Scotts Terra-Nova-Expedition. Dank dieser Improvisationen konnte die Gruppe überwintern und das Anlegen der Depots nach Plan im September 1915 beginnen.

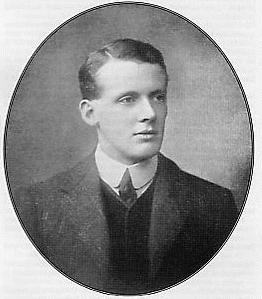
Arnold Spencer-Smith, der Kaplan der Ross Sea Party, der im März 1916 starb

In den folgenden Monaten wurden die nötigen Depots über das Ross-Schelfeis bis zum Beardmore-Gletscher mit Intervallen von einem Breitengrad angelegt. Auf dem Rückweg erkrankte die gesamte Gruppe an Skorbut. Während des harten Rückzugs zur Basis kollabierte und starb Arnold Spencer-Smith, der Kaplan und Fotograf der Expedition. Die übrigen Männer erreichten den vorläufigen Schutz der Hütte am Hut Point und erholten sich dort. Am 8. Mai 1916 beschlossen Mackintosh und Hayward, über das instabile Meereis nach Kap Evans zu gehen, gerieten in einen Blizzard und wurden nie wieder gesehen. Die sieben Überlebenden mussten noch acht Monate lang warten, bis die in Neuseeland überholte Aurora am 10. Januar 1917 ankam und sie in die Zivilisation zurückbrachte.
Bei dieser letzten Fahrt begleitete Shackleton die Aurora als überzähliger Offizier, nachdem ihm das Kommando von den Regierungen Neuseelands, Australiens und Großbritanniens versagt worden war, die die Rettung gemeinsam organisierten. Er nahm also an der Rettung der Mitglieder beider Teile seiner Expedition teil, doch seine lockere Haltung gegenüber den ursprünglichen organisatorischen Abmachungen für die Ross Sea Party wurde gegen ihn ausgelegt. Trotz des chaotischen Beginns, des Wirrwarrs, der katastrophalen Irrfahrt der Aurora und der drei Toten war die Ross Sea Party der einzige Teil der gesamten Expedition, der seine originale Mission erfüllte, auch wenn dies wegen des  Fehlschlags der Weddell-Meer-Gruppe vergeblich geschehen war.

## Weiteres Schicksal der Teilnehmer

### Rückkehr in die Zivilisation
Die gerettete Gruppe, die 1914 den letzten Kontakt mit der Zivilisation gehabt hatte, wusste nichts über den Verlauf des Ersten Weltkrieges. Die Neuigkeiten von Shackletons sicherer Ankunft auf den Falklandinseln ließen die Kriegsnachrichten in den britischen Zeitungen am 2. Juni 1916 für kurze Zeit in den Hintergrund treten. Die Männer kamen während einer kritischen Phase des Krieges einzeln zurück und erhielten nicht die normalen Ehren und die Aufmerksamkeit der Öffentlichkeit. Als Shackleton selbst am 29. Mai 1917 nach einer kurzen Lesereise in Amerika nach England zurückkehrte, wurde seine Ankunft kaum wahrgenommen.
Die meisten Mitglieder der Expedition kamen zurück, um sofort aktiven Militär- oder Marinedienst aufzunehmen. Vor Kriegsende waren zwei Männer (Tim McCarthy und Alfred Cheetham) im Kampf gefallen, und Ernest Wild von der Ross Sea Party war während seines Dienstes im Mittelmeer an Typhus gestorben. Mehrere weitere wurden schwer verletzt, und viele wurden für ihren Mut ausgezeichnet. Nach einer Propagandamission in Buenos Aires diente Shackleton in den letzten Wochen des Krieges als Major der Armee in Murmansk. Dieser Sonderauftrag nahm ihn bis März 1919 in Anspruch.

### Shackletons letzte Expedition
Ab 1920 organisierte Shackleton seine letzte Antarktisexpedition, die Quest-Expedition, die London am 17. September 1921 verließ. Wild, Worsley, Macklin, McIlroy, Hussey, Alexander Kerr, Thomas McLeod und der Koch Charles Green von der Endurance begleiteten Shackleton auf der Quest. Am 5. Januar 1922 erlitt Shackleton in Südgeorgien einen tödlichen Herzinfarkt. Danach wurde der Plan, der eine Erforschung von Enderbyland vorgesehen hatte, aufgegeben. Wild leitete eine kurze Fahrt, die sie in die Nähe von Elephant Island brachte. Sie ankerten vor Kap Wild und konnten die alten Landmarken sehen; eine Anlandung war nicht möglich.

## Nachwirkungen
Es dauerte über 40 Jahre, bis der Commonwealth Trans-Antarctic Expedition von 1955 bis 1958 die Durchquerung des antarktischen Kontinents auf dem Landweg gelang. Diese Expedition begann in der Vahsel-Bucht und folgte einer Route, die den Beardmore-Gletscher vermied, den Großteil des Ross-Schelfeises umging und den McMurdo-Sund über einen Abstieg vom Skelton-Gletscher erreichte. Die Fahrt nahm 98 Tage in Anspruch. Ranulph Fiennes wiederholte die Durchquerung im Rahmen der Transglobe Expedition (1980–1981). Beide Expeditionen fanden unter enormem technischem Aufwand statt. Zwischen 1989 und 1990 durchquerten Reinhold Messner und Arved Fuchs die Antarktis erstmals im klassischen Stil, gefolgt von der ersten Solodurchquerung durch den Norweger Børge Ousland zum Jahreswechsel 1996/97.
Der britische Unterwasserarchäologe Mensun Bound (* 1953) suchte – nach einem Fehlschlag im Jahr 2019 – zu Beginn des Jahres 2022 erneut die im Weddellmeer gesunkene Endurance. Das Wrack wurde im März 2022 durch das Expeditionsteam gefunden.